# Brita Cappelen Møystad

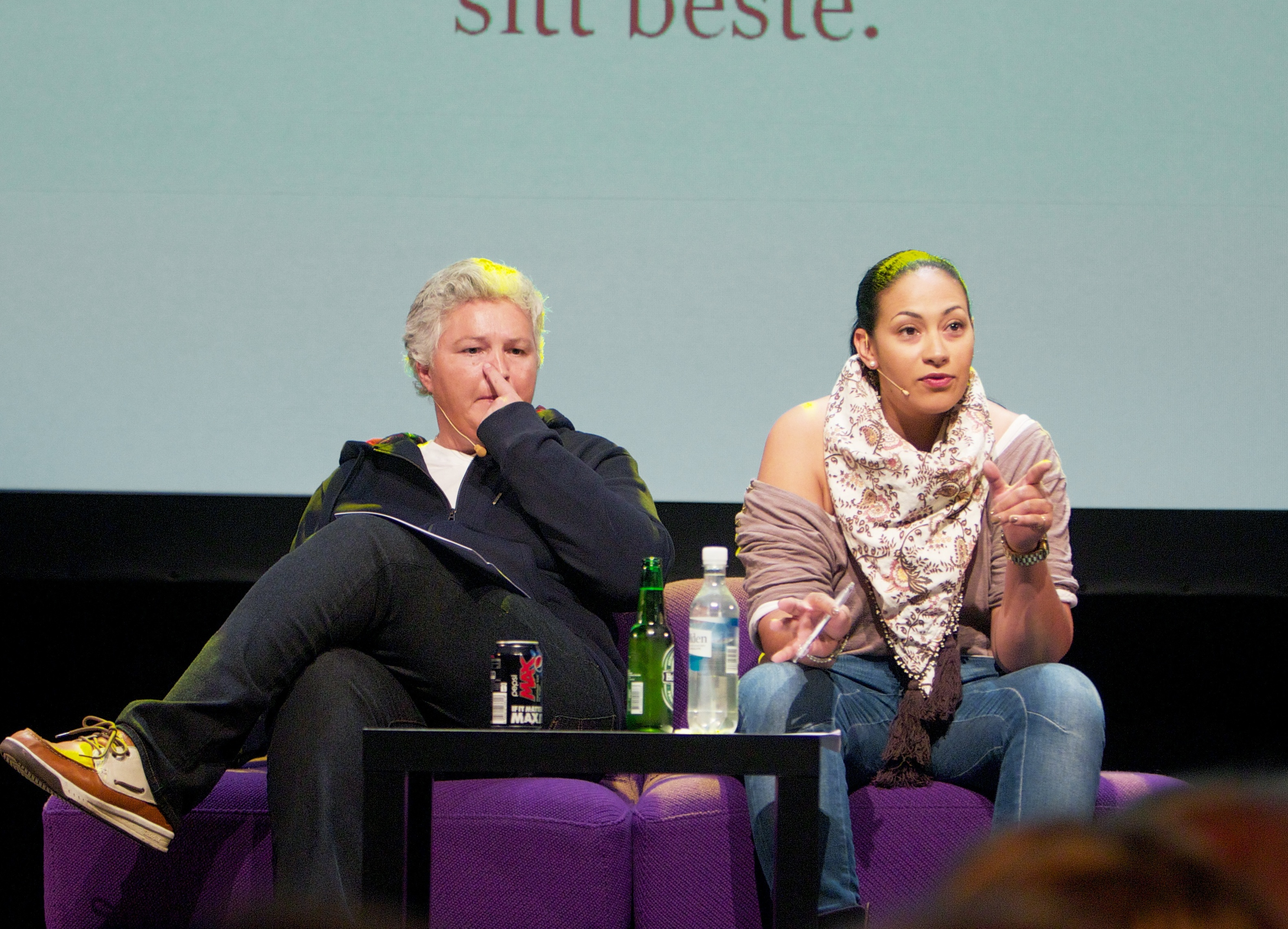
Brita Cappelen Møystad og Sarah Natasha Melbye, 2011.

Brita Cappelen Møystad, född Brita Møystad Engseth, är en norsk filmkritiker och programledare. Hon var tillsammans med Adam Alsing programledare för Big Brother mellan Sverige och Norge 2005–2006 och även 2003–2004 i Norge. Hon är en mycket populär programledare i sitt hemland Norge.